# Blaptica pereyrai
Blaptica pereyrai es una especie de insecto blatodeo de la familia Blaberidae.

## Distribución geográfica
Se pueden encontrar en Argentina.